# Дюра Папгаргаї
Дюра (Джюра) Папгаргаї (серб. Ђура Папгаргаји, 11 листопада 1936, Руський Крстур — 15 березня 2008, Новий Сад) — український письменник, поет і драматург з Югославії/Сербії. Свої твори писав українською мовою.
За спогадами русина-українця, професора україністики Пряшівського університету в Словаччині Др. Микола Мушинка, що приятелював з Папгаргаї й вважав що русини — це етнографічна група українського народу, їх погляди щодо «національного питання» не зовсім збігалися. Так, професор Мушинка згадвував, що якщо до у 1960-80-их Папгаргаї теж вважав русин-укранців невід'ємною етнографічною групою українського народу, то у 90-их роках різко змінив погляди й почав вважати русинів «окремим народом» без «матичної землі».

## Життєпис
Закінчив філософський факультет у Новому Саді (спеціалізація «південнослов'янська література і південнослов'янські мови»).
Ще у шкільному віці почав публікувати поезії (1951). Окрім поетичних творів, писав оповідання і драматичні твори, як для дорослих, так і для дітей.
Працював учителем у містах Врбас і Руський Крстур, а потім журналістом у газеті «Руске слово». Протягом 27 років був головним і відповідальним редактором часопису «Шветлосц».
Почав працювати театральним режисером з 1960 року у Будинку культури «Максим Горький» у Новому Саді. Як актор почав грати ще раніше, у шкільному віці, і продовжив грати у Новому Саді і Врбасі. Був серед ініціаторів заснування любительского русинського театру «Дядя» зі сценами у Новому Саді і Руському Керестурі, був його довгорічним мистецьким керівником і режисером. Не лише писав драми, але був також драматичним директором і театральним режисером Сербського народного театру у Новому Саді (1979—1982). Написав 23 драми, які були поставлені на сцені або на радіо. Певні з його творів були перекладені стандартною українською мовою та іншими мовами (сербська, словацька, російська, угорська, румунська, латиська, вірменська).
Автор збірника «Антолоґия рускей поезиї» (1984). Лауреат Премії Олександра Духновича.
На честь Дюри Папгаргаї був названий фестиваль малих сценічних форм у м. Новий Сад, який організує «Матка-Дружтво Руснацох Нового Саду-Войводини».

## Робота з україністики
У червні 1968 року був учасником від Югославії на науковому семінарі «Розвиток україністики у социаліснтичних жемох» (Пряшов, Словаччина).